# Göran Fredrik Göransson
Göran Fredrik Göransson (kallad Konsuln), född den 20 januari 1819 i Högbo, död den 12 maj 1900 i Sandviken, var en svensk köpman och industriman. Göransson var med och bildade Sandvikens Jernverks AB, (nuvarande Sandvik AB) och var den som först lyckades genomföra Bessemermetoden (Henry Bessemers patenterade metod för stålframställning) med ett tillfredsställande resultat.

## Bakgrund och uppväxt
Göran Fredrik Göransson var son till grosshandlaren Anders Petter Göransson och Maria Catharina Elfstrand. Sedan han gått i skola i Högbo, tillbringade han ett par år i Frankrike, England och USA, varpå han 1840 fick burskap som grosshandlare i Gävle. Året därpå blev han delägare i moderns familjeföretag, Daniel Elfstrand & Co, där han 1856 blev chef, varefter han 1862 grundade Högbo Stål och Jernverks AB.

## Entreprenör
Under senare delen av 1800-talet inträffade den mest genomgripande förändringen av järnhanteringen sedan medeltiden och näringen förvandlades från att tidigare i praktiken ha varit ett hantverk till en riktig storindustri. Bakom detta låg dels utvecklingen av götstålsprocesser (bessemer-, martin- och thomasprocesserna), dels en avreglering av bergshanteringen, som gjorde det möjligt för entreprenörer att börja bedriva nya verksamheter.
Henry Bessemer lyckades inledningsvis inte få sin metod, som gick ut på att genom inblåsning av luft i smält tackjärn förvandla detta till stål, att fungera. G F Göransson hade dock under ett besök i Storbritannien 1857 förvärvat en femtedel av det svenska patentet för hans bessemermetoden och lyckades 1858, vid Edske masugn i Gästrikland, bli först i världen med att få bessemermetoden att fungera praktiskt. Detta fick omvälvande effekter då metoden snabbt spred sig över världen sjönk priset på stål till en fjärdedel mot tidigare.
Göransson var också grosshandlare i Gävle och aktiv inom varv, sjöfart, järnvägar och andra industrier och ägde även Högbo bruk, där Edske masugn ingick.

## Sandvik
Göran Fredrik Göransson grundade 1861 Högbo Stål & Jernwerk, men då en affärspartner Pontus Kleman konkursade gjorde järnverket konkurs redan 1866. Verksamheten återstartas dock två år senare under namnet Sandvikens Jernverk. Företaget blev i flera avseenden mönsterbildande för svensk industri och är i dag är det internationellt framgångsrika verkstadsföretaget Sandvik AB.
Företaget inriktade sig tidigt på förädlade nischprodukter. Under Göranssons son Anders Henrik Göranssons ledning kom företaget byggde företaget upp en egen säljorganisation i stället för att som tidigare överlåta detta till olika handelshus. Järnverket blev också, tack vare Henriks dotter Sigrid som 1907-37 ansvarade för företagets sociala inrättningar, ett föredöme när det gäller välfärdsåtgärder för de anställda.

## Övrigt
Göran Fredrik Göransson invaldes 1898 som ledamot nummer 684 av Kungliga Vetenskapsakademien.